# Železniška postaja Pivka
Železniška postaja Pivka je ena izmed železniških postaj v Sloveniji, ki oskrbuje bližnje naselje Pivka.

## Storitve
- WC sanitarije